# Ям (Узбекистан)
Ям (узб. Yom / Ём) — посёлок городского типа, расположенный на территории Зааминского района Джизакской области Республики Узбекистан.
Статус посёлка городского типа с 2009 года.